# Bruno Manser
Bruno Manser (Basilea, 25 agosto 1954 – 10 marzo 2005 dichiarato disperso) è stato un antropologo e attivista svizzero.

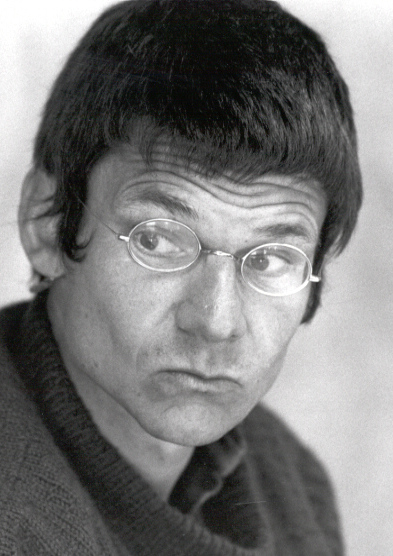
Bruno Manser (1993).

Il 25 maggio 2000 è scomparso in Malaysia e il 10 marzo 2005 è stato ufficialmente dichiarato disperso.

## Biografia
Nel 1973 Bruno Manser ha ottenuto la maturità presso Real gymnasium di Basilea. In seguito ha frequentato vari corsi di formazione, tra cui agricoltura in genere, casearia, economia alpestre, medicina tradizionale, artigianato tradizionale, e carpenteria. Nel 1973-1984 ha lavorato come pastore e casaro sulle montagne del Canton Grigioni. Dal 1977, ha iniziato uno stage presso il Museo di storia naturale di Basilea.
Dal 1984 al 1990 ha vissuto nella giungla del Borneo in Indonesia / Malaysia. In questo periodo ha catalogato campioni di flora e fauna della foresta pluviale e ha appreso la lingua e la cultura dei Penan, un gruppo etnico nomade del Borneo.

### Attivismo
In questi anni Bruno Manser ha attirato l'attenzione dei media internazionali sulla condizione di queste popolazioni organizzando con i Penan dei pacifici blocchi stradali contro le ruspe taglialegna, attirando le ire delle autorità malesi. Fu dichiarato persona non gradita dal governo e una  taglia fu messa sulla sua testa. Nel 1986 è scampato all'arresto, ma nell'aprile 1990 dovette fuggire in Svizzera, da dove ha continuato a sensibilizzare l'opinione pubblica contro la distruzione delle foreste pluviali e i relativi soprusi perpetrati verso le popolazioni nomadi dell'area.
Nel 1991 ha creato il Bruno Manser Fonds (BMF) per l'equità nella foresta tropicale, l'anno seguente ha pubblicato il libro "Stimmen aus dem Regenwald" a favore dei Penan. Inoltre ha ideato e partecipato aspettacolari azioni di protesta come lo sciopero della fame davanti a Palazzo federale di Berna contro le importazioni di legno tropicale o ai lanci col parapendio. Le numerose simpatie ed onorificenze ricevute da parte della società civile non ebbero un equivalente a livello politico.

### Scomparsa
A causa delle sempre minori possibilità di sopravvivenza dei Penan dovute alla deforestazione, il 22 maggio 2000, malgrado il divieto di varcare i confini malesi e la taglia ancora pendente, Manser si recò nel Sarawak, raggiungendo la popolazione nomade. Dal 25 maggio dello stesso anno si sono perse le sue tracce. Malgrado numerose spedizioni volte al suo ritrovamento, il 22 maggio 2005 Bruno Manser fu ufficialmente dichiarato disperso dal tribunale civile di Basilea.
Nel maggio 2004 la casa editrice basilese Christoph Merian ha pubblicato "I diari della foresta pluviale", che Bruno Manser ha scritto fra il 1984 e il 1990 nella giungla del Sarawak, rendendo immortale la cultura dei Penan così come il loro impegno per il loro habitat.
La fondazione Bruno Manser sta perpetuando il suo lavoro per le popolazioni della foresta pluviale a rischio di estinzione come i Penan.

## Onorificenze
- 1993 Basler Kopf des Jahres
- 1993 Eisbrecher des Jahres (Piolet Cointreau Auszeichnung)
- 1993 VCU-Preis für Zivilcourage (Vereinigung christlicher Unternehmer der Schweiz)
- 1994 Bindingpreis für Natur- und Umweltschutz